# Ariki des Îles Cook
 (juillet 2016).
Si vous disposez d'ouvrages ou d'articles de référence ou si vous connaissez des sites web de qualité traitant du thème abordé ici, merci de compléter l'article en donnant les références utiles à sa vérifiabilité et en les liant à la section « Notes et références ».

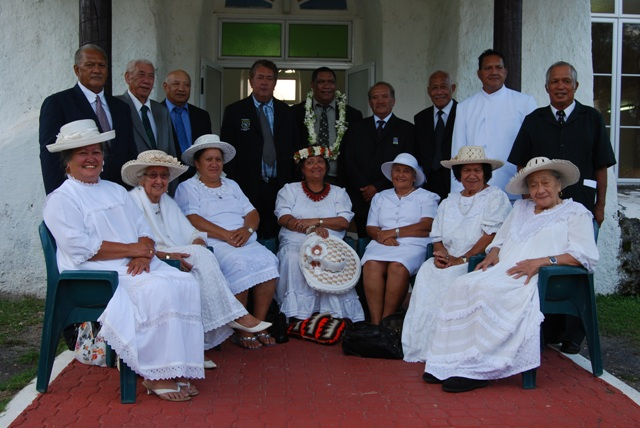
Ariki lors de l'ouverture de la générale annuelle de la Chambre des Ariki (décembre 2010). Premier rang (de gauche à droite) : Rongomatane Ada Teaupurepure Tetupu Ariki, Makea Karika Margaret Ariki, Kainuku Kapiriterangi Ariki, Pa Tepaeru Teariki Upokotini Marie Ariki, Manarangi Tutai Ariki, Mere Maraea MacQuarrie représentant les Makea Nui Ariki, Tinomana Ruta Tuoro Ariki. Second rang (de gauche à droite) : ?, ?, ?, ?,Tou Travel Ariki, ?, ?, Henry Ngamaru Ariki, Makea Vakatini Joseph Ariki.

Les Ariki des îles Cook (te ui Ariki o te Kuki Airani) sont, selon les traductions voire la conception que chacun peut en avoir, les chefs coutumiers, les rois ou souverains des différentes tribus (vaka) des Îles Cook. Même si leur pouvoir a évolué au cours du temps, ceux-ci tiennent toujours une place importante dans la vie sociale insulaire, leur titulaire bénéficiant en outre d'un prestige indéniable parmi la population. Bien qu'ils s'en défendent, ils conservent également un certain pouvoir d'influence y compris sur la vie politique et économique du pays. Certains Ariki tentèrent par le passé, avec plus ou moins de succès, d'intégrer la vie politique classique. La Chambre des Ariki est l'instance représentative officielle et institutionnelle des chefs au sein de l'État.
Les titres d'ariki sont très convoités : outre le prestige qu'ils confèrent, ils sont également associés à du foncier. Pour ces raisons, ils font quasiment à chaque succession l'objet de batailles juridiques entre différentes branches de la famille. Bien souvent, l'origine du conflit vient du fait que chaque Ariki avait avant l'époque missionnaire plusieurs épouses, si bien que les descendants de ces différentes épouses, qui sont donc légitimement issus de la lignée de l'ancêtre fondateur, réclament régulièrement leur part du gâteau. Dans l'absolu, le titre doit revenir à l'aîné(e) de la famille, autrefois celui de la première épouse. Une autre procédure consiste en la désignation par l'Ariki de son propre successeur par le mode dit du reo iku. La succession doit ensuite et selon la tradition être confirmée par le Aronga Mana, c'est-à-dire les mataiapoet les rangatira de chaque vaka, bien qu'en cas de conflits ce soit le plus souvent le tribunal qui tranche la question. Depuis le milieu du XIXe siècle, le titre d'Ariki est aussi ouvert aux femmes.

## Rarotonga
Rarotonga est subdivisée en trois vaka (tribus) que se partagent 6 ariki. Tous sont membres de la Chambre des ariki
| Titre                | Titulaire actuel(le)                                                                       | Tribu      |
| -------------------- | ------------------------------------------------------------------------------------------ | ---------- |
| Pa Ariki             | Pa Tepaeru Teariki Upokotini Marie Ariki Présidente de la Chambre des Ariki de 1992 à 2002 | Takitumu   |
| Kainuku Ariki        | Kainuku Kapiriterangi Ariki                                                                | Takitumu   |
| Makea Nui Ariki      | titre vacant depuis 1994, plusieurs lignées se le disputant.                               | Teauotonga |
| Makea Karika Ariki   | Makea Karika Margaret Ariki                                                                | Teauotonga |
| Makea Vakatini Ariki | Makea Vakatini Joseph Ariki                                                                | Teauotonga |
| Tinomana Ariki       | Tinomana Ruta Tuoro Ariki                                                                  | Puaikura   |

## Ngaputoru
Historiquement, trois chefferies (les Ngati Te Akatauira, les Ngati Nurau et les Ngati Paruarangi) se partagent les îles d'Atiu, Mauke, Mitiaro et Takutea, désignées sous l'appellation générique des Ngaputoru. Les Atiu revendiquent la souveraineté sur le quartier de Patutoa à Papeete alors que 9 personnes ont contribué à l'achat de Patutoa : quatre Atiu Pute, Tauranga, Paulo..., quatre Mauke Tearikiaua, Tearikiou, Raua, Ieremia et un Mitiaro Paruparu alias Kairae. La terre TEHOA sise à Papeete a été transcrit en 1868 au nom de Pauro à Pauro, Parua à Hurau et Mana à Tiaputa, la terre TEIRIIRI sise à Papeete appartenait à Teremoemoe, femme de Pomare II, achetées par des émigrants des îles Cook venus travailler à la plantation de cannes à sucre de Mahina de l'Écossais John Brander. Teiriiri a été transcrit le 12 août 1872 au nom de M.M. Parua à Nurau et Pauro à Pauro ont déclaré ne savoir signer et l'acte a été signé par Mana à Tiaputa. Les propriétaires sont décédés, cela fait 100 ans et quelques années, la succession n'a jamais été faite. Les rois de Atiu ont nommé trois moururu représentant trois chefferies, mais ils ne sont pas propriétaires. « Depuis cette époque et jusqu'à aujourd'hui, les habitants du quartier de Patutoa, qu'ils soient Atiu, Mauke ou Mitiaro venus s'y installer, se doivent de suivre la règle des leaders du quartier de Patutoa, qui détiennent leur pouvoir des trois chefferies »[réf. incomplète]. Les derniers prirent le contrôle et se partagèrent les îles voisines sans doute dans le courant du XVIIIe siècle. Dans l'absolu, les trois chefs d'Atiu ont le titre d'Ariki et sont des tiaki de leurs terres (gardiens des terres), ainsi que les chefs de Mauke et Mitiaro sont gardiens de leurs terres et sont des Ariki à part entière chez eux. Avant de parler des Ngaputoru (Atiu, Mauke, Mitiaro), il faut chercher l'histoire de chaque île (Akaina, Eturere, Tangapatoro, et les enfants des deux Iles).[Quoi ?] Maintenant les locataires qui habitent ces terres demandent la régularisation de ces terres.

### Atiu
| Titre             | Titulaire actuel(le)                                                                         | Tribu              |
| ----------------- | -------------------------------------------------------------------------------------------- | ------------------ |
| Ngamaru ariki     | Henry Ngamaru Ariki                                                                          | Ngati Te Akatauira |
| Rongomatane ariki | Rongomatane Ada Teaupurepure Tetupu Ariki. Présidente de la Chambre des Ariki de 2006 à 2008 | Ngati Paruarangi   |
| Parua ariki       | Mataio Kea Ariki                                                                             | Ngati Nurau        |

### Mitiaro
| Titre             | Titulaire actuel(le)                                                                                   | Tribu              |
| ----------------- | --- | ------------------ |
| Te Maeu o te Angi | Temaeu Teikamata Mii Ariki                                                                             | Ngati Te Akatauira |
| Tava              | Tetava Poitirere Ariki                                                                                 | Ngati Paruarangi   |
| Tou               | Tou Travel Ariki Président de la Chambre des Ariki de 2002 à 2006 puis de nouveau depuis décembre 2008 | Ngati Nurau        |

### Mauke
| Titre   | Titulaire actuel(le)                                              | Tribu                     |
| ------- | ----------------------------------------------------------------- | ------------------------- |
| Te Au   | Te Au Marae Vice-président de la Chambre des Ariki de 2006 à 2008 | Ngati Te Akatauira        |
| Tararo  | Tararo Temaeva Ariki                                              | Ngati Paruarangi/'Are Toa |
| Tamuera | ???                                                               | Ngati Nurau               |

## Aitutaki
Ces quatre chefferies seraient issues de la migration de Ruatapu par la lignée de Marouna
| Titre             | Titulaire actuel(le)                                                            | Tribu |
| ----------------- | ------------------------------------------------------------------------------- | ----- |
| Vaeruarangi Ariki | Vaeruarangi Teaukura Ariki                                                      |       |
| Teurukura ariki   | Titre vacant                                                                    |       |
| Manarangi Ariki   | Manarangi Tutai Ariki                                                           |       |
| Tamatoa Ariki     | Tamatoa Purua Ariki Vice-président de la Chambre des Ariki depuis décembre 2008 |       |

## Mangaia
| Titre             | Titulaire actuel(le)     | Tribu     |
| ----------------- | ------------------------ | --------- |
| Numangatini ariki | Numangatini Nooroa Ariki | Nga Ariki |

## Manihiki et Rakahanga
Ces deux îles séparées d'une trentaine de kilomètres sont constituées de quatre tribus que se partagent deux ariki.
| Titre              | Titulaire actuel(le)                                   | Tribu(s)                |
| ------------------ | ------------------------------------------------------ | ----------------------- |
| Te Faingaitu Ariki | Vacant, le titre étant disputé entre plusieurs lignées | Heahiro ; Mokopuwai     |
| Te Fakaheo Ariki   | Te Fakaheo Trainee Ariki                               | Numatua ; Tiangarotonga |

## Pukapuka
| Titre | Titulaire actuel(le)          | Tribu    |
| ----- | ----------------------------- | -------- |
|       | Tetio Kaitara Pakitonga Ariki | Pukapuka |